# Eva-Maria Voigt-Küppers

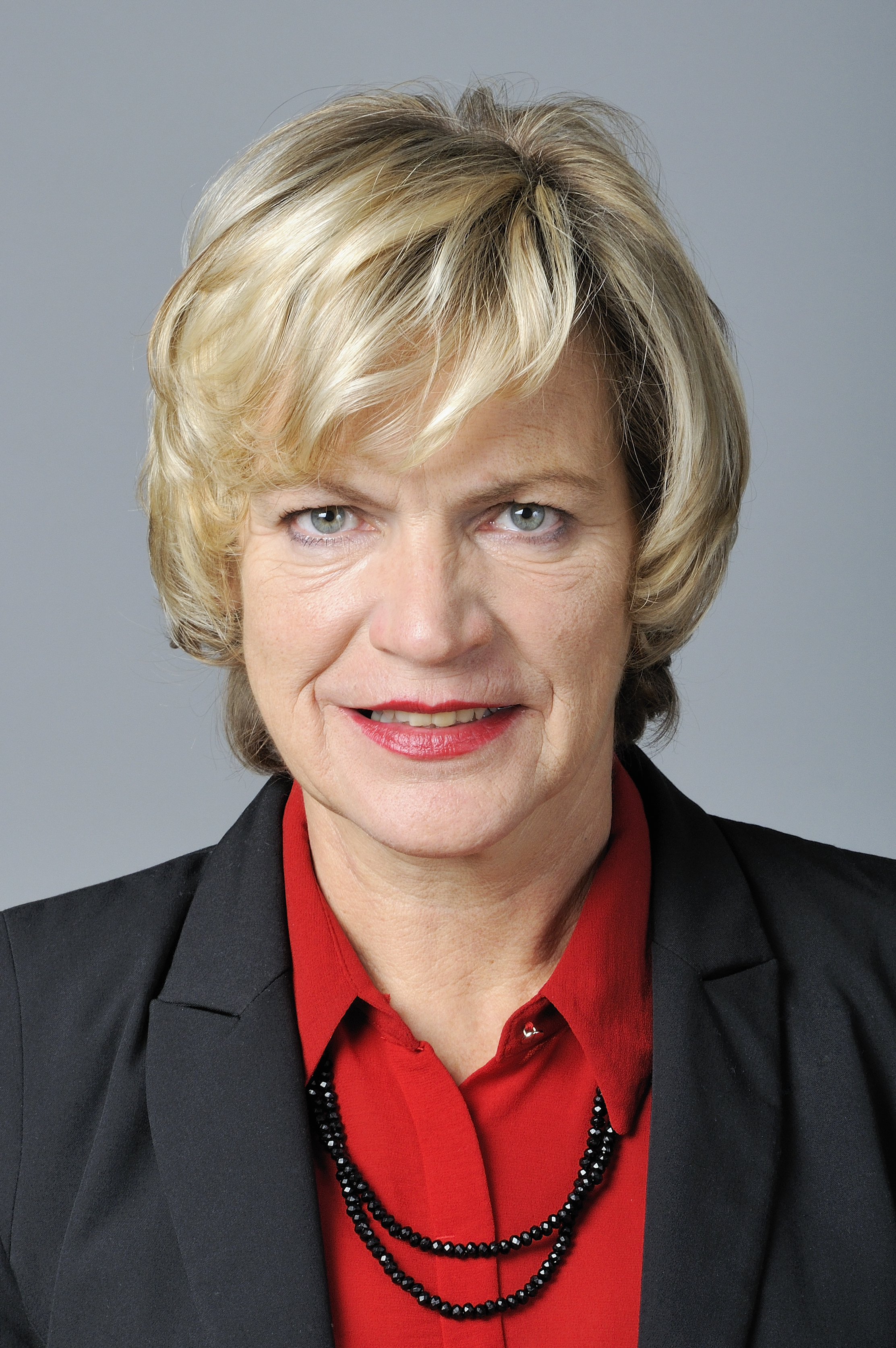
Eva-Maria Voigt-Küppers (2013).

Eva-Maria Voigt-Küppers (* 11. Mai 1958 in Rheine) ist eine deutsche Politikerin (SPD). Sie war von 2010 bis 2022 Mitglied des Landtags Nordrhein-Westfalen.

## Herkunft und Beruf
Voigt-Küppers machte ihr Abitur 1977 an der Viktoriaschule in Aachen und studierte anschließend bis 1981 Germanistik und Sozialwissenschaften an der RWTH Aachen. In dieser Zeit arbeitete sie für den Zeitungsverlag Aachen sowie als Dozentin für die Volkshochschule. Dort gab sie Kurse in „Deutsch für Ausländer“. Aufgrund der Geburt ihrer Kinder und der Selbstständigkeit ihres Mannes brach Voigt-Küppers ihr Studium ohne Abschluss ab.
Von 1995 bis 1998 machte sie eine Ausbildung zur staatlich anerkannten Erzieherin und arbeitete danach in einer integrativen Hortgruppe in Alsdorf. Seit 2000 bis zu ihrem Einzug in den Landtag arbeitete Voigt-Küppers als Erzieherin in einer Jugendwohngruppe in Aachen. Dort betreute sie Jugendliche, die aus den verschiedensten Gründen nicht mehr in ihrer Familie leben können.
Voigt-Küppers hat vier Kinder, ihr Mann starb 2000. Seit 2014 ist sie wieder verheiratet.

## Partei und Organisationen
Eva Maria Voigt-Küppers ist seit 1974 Mitglied der SPD. 1984 wurde sie in den SPD-Unterbezirksvorstand Kreis Aachen gewählt, dem sie, mit einer kurzen Unterbrechung von 2006 bis 2008, ununterbrochen bis heute angehört. Seit ihrem Parteieintritt war sie bis 1988 bei den Jungsozialisten in der SPD tätig, hier u. a. auch im Landesvorstand in Nordrhein-Westfalen. Weiterhin war sie SPD-Stadtverbandsvorsitzende in Würselen.
Mitglied des Rates der Stadt Würselen ist Voigt-Küppers seit 1994, von 1999 bis 2013 bekleidete sie zusätzlich das Amt der stellvertretenden Fraktionsvorsitzenden. Ihr politischer Schwerpunkt auf dieser Ebene liegt im Bereich der Jugendhilfe. In der Kommunalpolitik arbeitete Voigt-Küppers unter anderem mit Martin Schulz und Achim Großmann zusammen. Für 20-jährige Mitgliedschaft im Stadtrat wurde Voigt-Küppers 2014 der Ehrenring der Stadt Würselen verliehen.
Voigt-Küppers ist Mitglied im Deutschen Kinderschutzbund, in der Arbeiterwohlfahrt, im Verein Wir in Würselen, in der Freundschaftsgesellschaft Burkina-Faso/Réo, in der Deutsch-französischen Gesellschaft Würselen, in der DJK Armada Euchen-Würselen und stellv. Vorsitzende im DRK-Stadtverband Würselen e. V.

## Mandate
Voigt-Küppers war von Mai 2010 bis Mai 2022 Mitglied des Landtags Nordrhein-Westfalen. Sie war Abgeordnete für den Wahlkreis Aachen III, der die Städte Alsdorf, Baesweiler, Herzogenrath und Würselen umfasst. Dort gewann sie 2010 mit 40,5 % der Erststimmen das Direktmandat und erneut bei den Landtagswahlen 2012 (mit 44,9 %) und 2017 (mit 40,0 %). Bei der Landtagswahl 2022 verlor sie das Mandat an den CDU-Kandidaten Hendrik Schmitz.
In der 15. Legislaturperiode war Voigt-Küppers Sprecherin ihrer Fraktion in der Enquete-Kommission „Wohnungswirtschaftlicher Wandel und neue Finanzinvestoren“. In der 16. Legislaturperiode wurde sie zur stellvertretenden Vorsitzenden der SPD-Landtagsfraktion gewählt und war im Vorstand zuständig für die Bereiche Schule, Weiterbildung und Sport. In diesem Amt wurde Voigt-Küppers zu Beginn der 17. Legislaturperiode bestätigt. Sie war ordentliches Mitglied im Ausschuss für Schule und Bildung, im Ausschuss für Kinder, Jugend und Familie sowie im Parlamentarischen Begleitgremium COVID-19-Pandemie des Landtags.
Voigt-Küppers war ordentliches Mitglied der 14., der 15., der 16. und der 17. Bundesversammlung.